# Al-Riyadh Saudi Club
L'Al-Riyadh Saudi Club (in arabo نادي الرياض السعودي‎?) è una società polisportiva saudita di Riad, nota principalmente per la sua sezione calcistica, che milita nella Lega saudita professionistica, la massima serie del campionato saudita di calcio.
Fondato nel 1953 come Ahli Al-Riyadh, la squadra cambiò poi nome in Al-Yamamah e in Al-Riyadh. Ha vinto una Coppa del Principe della Corona saudita e una Coppa del Principe Faysal bin Fahd, mentre in campionato il miglior piazzamento è il secondo posto ottenuto nel 1993-1994.
Il club gioca le partite casalinghe allo stadio Turki II bin Abd al-Aziz Al Sa'ud di Riad, che è dotato di 15 000 posti.

## Storia
Il club fu costituito nel 1953 con il nome di Ahli Al-Riyadh, per poi cambiare nome in Al-Yamama e infine nell'attuale Al-Riyadh. Ha sede nella zona occidentale di Riad.
Fu promosso per la prima volta in massima serie alla fine della stagione 1988-1989, vincendo il campionato di seconda serie.
Nei primi anni '90, sotto la guida dell'allenatore brasiliano Zumario e sospinto da calciatori come Khalid Al-Qarouni, Talal Al-Jabreen, Yasser Al-Taafi e Fahd Al-Hamdan, l'Al-Riyadh fu autore di buone stagioni, fino a vincere la Coppa del Principe della Corona saudita nel 1994 e raggiungendo nel 1995 la finale di questo torneo, persa contro l'Al-Hilal Nel 1995 la squadra vinse la Coppa del Principe Faysal bin Fahd e raggiunse le semifinali della Coppa delle Coppe dell'AFC, perdendo poi nel 1996 la finale di Supercoppa araba. Nel 1998 raggiunse la finale della Coppa del Principe della Corona saudita, persa contro l'Al-Ahli.
Retrocesso in seconda serie alla fine della stagione 2004-2005, l'Al-Riyadh tornò in massima divisione piazzandosi quarto nel campionato cadetto 2022-2023 e beneficiando del posto aggiuntivo concesso in forza dell'allargamento del torneo, che passò da 16 a 18 squadre.

## Palmarès

### Competizioni nazionali
- Coppa del Principe della Corona saudita: 1

1993-1994
- Coppa del Principe Faysal bin Fahd: 1

1994-1995
- Campionato saudita di seconda divisione: 2

1977-1978, 1988-1989

## Organico

### Rosa 2024-2025
Aggiornata al 31 ottobre 2024.
| N. |                           | Ruolo | Calciatore            |
| -- | ------------------------- | ----- | --------------------- |
| 1  | Scozia (bandiera)         | P     | Vincent Angelini      |
| 2  | Arabia Saudita (bandiera) | D     | Yazeed Al-Bakr        |
| 3  | Arabia Saudita (bandiera) | A     | Abdulrahman Al-Hajri  |
| 5  | Francia (bandiera)        | D     | Yoann Barbet          |
| 7  | Arabia Saudita (bandiera) | C     | Mohammed Al-Aqel      |
| 8  | Arabia Saudita (bandiera) | C     | Abdulelah Al-Khaibari |
| 10 | Arabia Saudita (bandiera) | C     | Nawaf Al-Abed         |
| 11 | Zimbabwe (bandiera)       | C     | Knowledge Musona      |
| 12 | Arabia Saudita (bandiera) | D     | Abdullah Al-Dossari   |
| 13 | Arabia Saudita (bandiera) | D     | Humood Al-Dossari     |
| 15 | Arabia Saudita (bandiera) | C     | Abdulhadi Al-Harajin  |
| 20 | Gabon (bandiera)          | A     | Didier Ndong          |
| 21 | Brasile (bandiera)        | C     | Lucas Kal             |

| N. |                           | Ruolo | Calciatore               |
| -- | ------------------------- | ----- | ------------------------ |
| 25 | Uruguay (bandiera)        | P     | Martín Campaña           |
| 36 | Belgio (bandiera)         | D     | Dino Arslanagić          |
| 40 | Arabia Saudita (bandiera) | P     | Abdurahman Al-Shammeri   |
| 43 | Ghana (bandiera)          | C     | Bernard Mensah           |
| 44 | Arabia Saudita (bandiera) | D     | Fahad Al-Munaif          |
| 45 | Arabia Saudita (bandiera) | P     | Fahad Abdulrahman Hashim |
| 60 | Mali (bandiera)           | C     | Birama Touré             |
| 80 | Arabia Saudita (bandiera) | C     | Fahad Al-Rashidi         |
| 82 | Canada (bandiera)         | P     | Milan Borjan             |
| 87 | Arabia Saudita (bandiera) | D     | Marzouq Tambakti         |
| 88 | Arabia Saudita (bandiera) | C     | Yahya Al-Shehri          |
|    | Cile (bandiera)           | D     | Enzo Roco                |